# Atlanta (Illinois)
Atlanta je grad u američkoj saveznoj državi Ilinois. Prema popisu stanovništva iz 2010. u njemu je živjelo 1.692 stanovnika.